# Vladimír Vaník
Vladimír Vaník (* 23. července 1954) je bývalý slovenský fotbalista, záložník. Byl prezidentem klubu FK Železiarne Podbrezová, poté zastával funkci předsedy banskobystrického Oblastního fotbalového svazu.

## Fotbalová kariéra
V československé lize hrál za Jednotu Trenčín. Nastoupil v 7 ligových utkáních. Gól v lize nedal. V nižších soutěžích hrál také za Duklu Banská Bystrica, Mostáreň Brezno a Železiarne Podbrezová.

## Ligová bilance
| Ročník                                   | Zápasy | Góly | Minuty | Klub            |
| ---------------------------------------- | ------ | ---- | ------ | --------------- |
| 1. československá fotbalová liga 1975/76 | 7      | 0    | 497    | Jednota Trenčín |
| CELKEM 1. liga                           | 7      | 0    | 497    |                 |